# Melanophryniscus
Melanophryniscus là một chi động vật lưỡng cư trong họ Bufonidae, thuộc bộ Anura. Chi này có 20 loài và 35% bị đe dọa hoặc tuyệt chủng.

## Hình ảnh

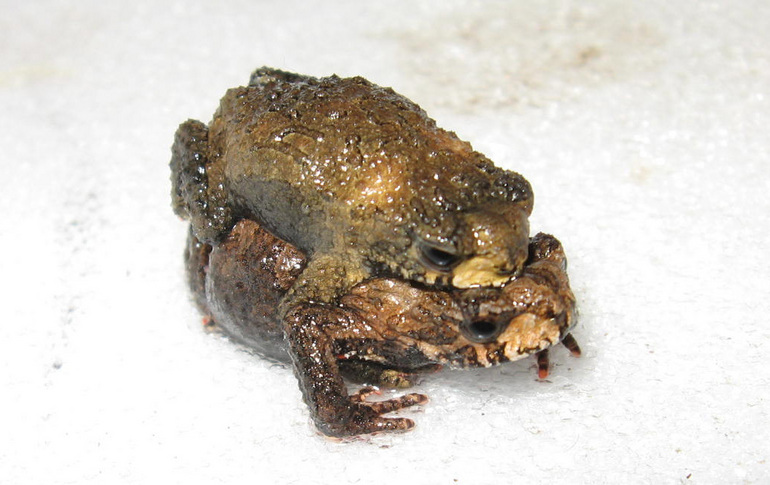
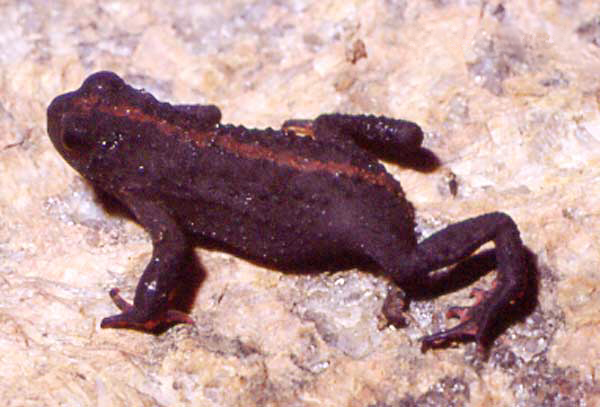
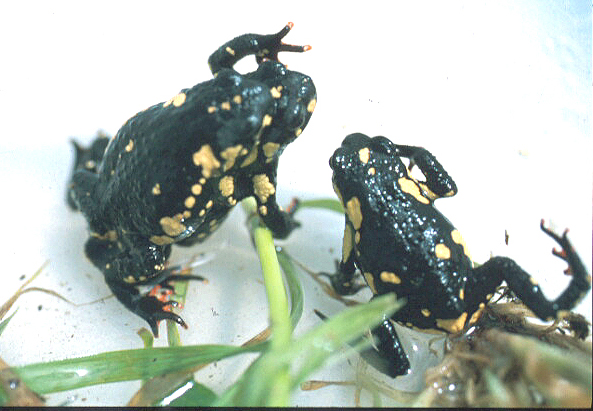